# 楚雄文庙
楚雄文庙位于云南省楚雄彝族自治州楚雄市，创设于明代，初为楚雄县文庙。明嘉靖年间，迁楚雄府文庙于近左。清康熙年间整修，合县文庙、府文庙为一处。清代中后期，中路轴线自南向北，依次是万世师表坊、泮池及三元桥、棂星门（文明坊）、大成门、大成殿、崇圣祠（启圣殿）、尊经阁。大成门前东西两庑，东为名宦祠，西为乡贤祠。东路轴线自南向北依次是义学、楚雄府学，西路轴线为楚雄县学。泮池东西，东为德配天地坊，西为道冠古今坊。今存大成殿、泮池及三元桥、大成门、大成殿西厢（原乡贤祠）、尊经阁，崇圣祠仅存前檐柱础一对。

大成殿建于明成化五年（1469年），清乾隆四年（1739年）、乾隆四十一年（1776年）、道光十八年（1838年）以及1985年均有修理。前为月台，面阔五间，进深六椽，重檐歇山顶，有前廊之设。上檐斗栱五铺作双昂，下檐斗栱四铺作单杪，当心间、次间补间铺作两朵，尽间无补间铺作，主要梁架仍保持明代风格，门窗装修则为清代补配。2013年公布为第七批全国重点文物保护单位。

## 图片
- 大成殿
- 大成殿上檐转角铺作
- 大成殿下檐转角铺作
- 尊经阁
- 康熙《楚雄府志》中的廟學圖